# Фіцрой (річка, Квінсленд)
Фіцрой (англ. Fitzroy River) — річка в центральній частині австралійського штату Квінсленд.
Річка Фіцрой утворюєся в результаті злиття річок Макензі та Досон, що беруть початок у горах Великого Вододільного хребта. Фіцрой протікає через кілька населених пунктів, найбільшим з яких є місто Рокгемптон, розташоване за 40 км від гирла річки. Довжина річки становить 480 км, за іншими даними — 335 км.
Річка була вперше досліджена в 1853 році мандрівниками Чарльзом і Вільямом Арчерами (Charles and William Archer), які назвали її на честь Чарльза Фіцроя, губернатора Нового Південного Уельсу (аж до 1859 року Квінсленд був частиною Нового Південного Уельсу).
Для регулювання водозбору на Фіцрой побудована система гребель і водоймищ.